# Tripteroides bonneti
Tripteroides bonneti är en tvåvinge som beskrevs 1962 av John Nicholas Belkin. Arten ingår i släktet Tripteroides och familjen stickmyggor. Aretns typlokal är Santa Cruz Islands och inga underarter finns listade i Catalogue of Life.